# José Luis Valencia
José Luis Valencia Murillo (Quinindé, 19 marzo 1982) è un ex calciatore ecuadoriano, di ruolo difensore.

## Carriera
Dopo aver giocato con varie squadre di club, nel 2010 si trasferisce alla LDU Quito, squadra del campionato ecuadoriano.

## Palmarès
- Campionato ecuadoriano: 1

LDU Quito: 2010